# Солярис (футбольный клуб)
«Соля́рис» — бывший российский футбольный клуб из Москвы, существовавший в 2014—2017 годах.

## История
Футбольный клуб был основан 27 марта 2014 года. Президентом клуба стал Владимир Овчинников, занимавший пост заместителя директора ФК «Москва» (ранее также работал в московском «Торпедо»), а начальником команды стал Николай Суржик, занимавший в ФК «Москва» должность администратора. Базой для создания клуба стало физкультурно-спортивное объединение «Юность Москвы».
Первый матч «Солярис» провёл 16 апреля 2014 года против «ДЮСШ Спартак-2» на стадионе «Спартаковец» имени Старостина. Матч закончился победой «Соляриса» со счётом 6:0.
Самую крупную победу «Солярис» одержал 22 мая 2014 года над «Никой» со счётом 9:0. Самое крупное поражение потерпел 22 августа 2014 года от «Зенита-2» — 0:11.
10 июня 2014 года на общем собрании членов ассоциации «Профессиональная футбольная лига» клуб был принят в состав членов ПФЛ.
По итогам сезона 2016/17 клуб было решено расформировать из-за отсутствия финансирования.

## Достижения
- 3-е место в зоне «Запад» Первенства ПФЛ: 2016

## Результаты выступлений

### Первенство России
| Сезон     | Лига                                | Место    | И  | В  | Н | П  | М     | О  | Примечание                        |
| --------- | ----------------------------------- | -------- | -- | -- | - | -- | ----- | -- | --------------------------------- |
| 2014      | Первенство среди ЛФК, зона «Москва» | 16 из 20 | 27 | 6  | 5 | 16 | 57-77 | 23 | Выход во Второй дивизион          |
| 2014/2015 | Первенство ПФЛ, зона «Запад»        | 12 из 16 | 30 | 8  | 4 | 18 | 39-59 | 28 |                                   |
| 2015/2016 | Первенство ПФЛ, зона «Запад»        | из 15    | 28 | 17 | 4 | 7  | 50-24 | 55 |                                   |
| 2016/2017 | Первенство ПФЛ, зона «Запад»        | 6 из 14  | 26 | 10 | 7 | 9  | 50-40 | 37 | Расформирован по окончании сезона |

### Кубок России
| Год       | Место | И | В | Н | П | М   | Последний соперник    |
| --------- | ----- | - | - | - | - | --- | --------------------- |
| 2014/2015 | 1/256 | 1 | 0 | 0 | 1 | 0-1 | Выбор-Курбатово       |
| 2015/2016 | 1/256 | 1 | 0 | 0 | 1 | 0-1 | Торпедо (Владимир)    |
| 2016/2017 | 1/64  | 2 | 1 | 0 | 1 | 3-2 | Текстильщик (Иваново) |

В сезонах 2015 и 2016 годов в первенстве России среди любительских футбольных клубов в зоне «Москва» принимала участие молодёжная команда клуба («Солярис»-м), заняла 13-е и 12-е место, соответственно. В сезоне 2017 года команда снялась после шести туров.

## Главные тренеры
- 2014 — Михаил Мурашов
- 2014—2016 — Сергей Шустиков
- 2016 (январь — апрель) — Андрей Канчельскис
- 2016 (апрель — июнь) — Евгений Харлачёв
- 2016—2017 — Владимир Маминов